# Neptis brunni
Neptis brunni är en fjärilsart som beskrevs av Schultze 1921. Neptis brunni ingår i släktet Neptis och familjen praktfjärilar. Inga underarter finns listade i Catalogue of Life.